# Goldschatz von Erstfeld

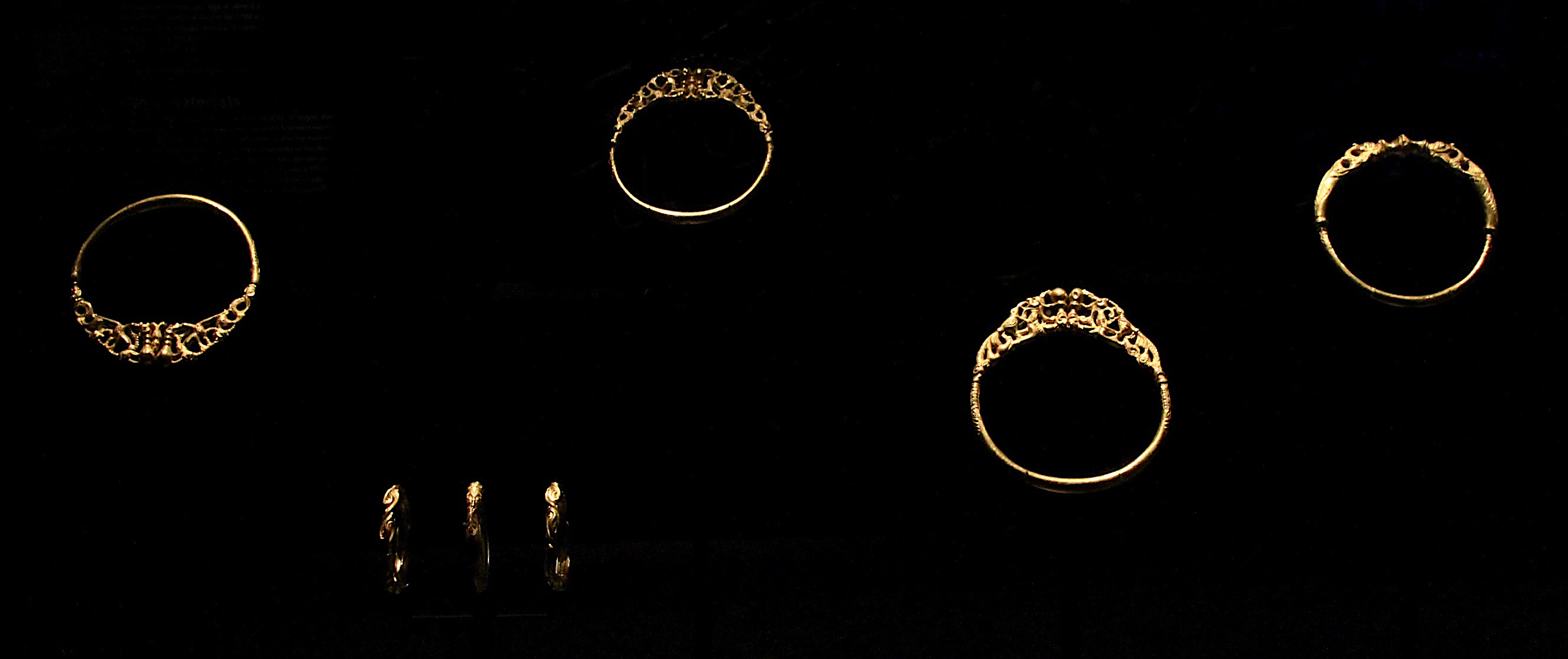
Die sieben Ringe im Landesmuseum Zürich

Der Goldschatz von Erstfeld gilt als der bedeutendste Schweizer Fund aus der Latènezeit (LTB). Der Schmuck stammt aus der Zeit um 300 v. Chr. und wurde 1962 bei Erstfeld im Kanton Uri gefunden. Er zählt zu den wichtigsten Zeugnissen keltischer Goldschmiedekunst.

## Entdeckung

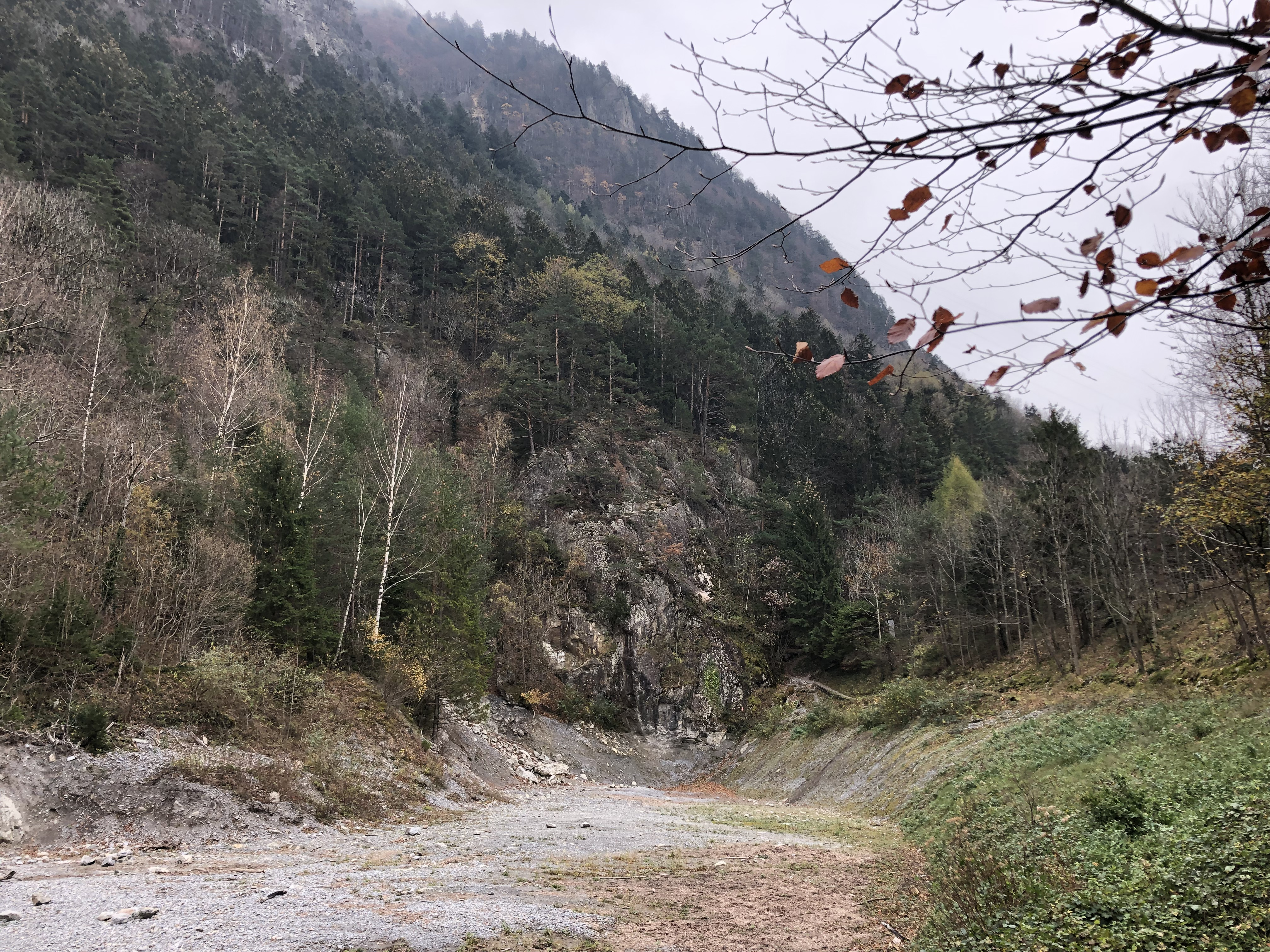
Auffangbecken; rechts der aufgeschüttete Damm

Nach wiederholten Rüfen- und Lawinenniedergängen liess die Gemeinde Erstfeld im Sommer 1962 am Ostabhang oberhalb des Dorfes am oberen Schuttkegel des Locherbaches ein grosses halbkreisförmiges Auffangbecken anlegen, etwa 70 Meter oberhalb der Talebene. Beim Abtragen eines mehrere Meter starken Hangschuttes am 20. August beseitigten die italienischen Arbeiter Goffredo und Virgilio Ferrazza am Südende mit einem Bagger etwa in sieben oder acht Meter Tiefe einen rund 60 m³ grossen Felsblock, unter dem ein quaderförmiger kleinerer Block lag. Um den grossen Block freizulegen, damit er weggesprengt werden konnte, wollten sie mit dem Bagger den kleinen Block wegdrehen. Beim Anheben bzw. Wegdrehen mit der Baggerschaufel rutschten aus dem Schutt zwischen den Felsblöcken die sieben Ringe hervor, Virgilio Ferrazza gerade vor die Füsse. Die Ringe seien «wie Bierteller» aufeinandergestapelt gewesen, der kleinste zuunterst, der grösste zuoberst.
Die beiden vermuteten, es handle sich um Trachtenschmuck. Virgilio wusch einen Ring in einer Pfütze aus, wobei ein Sicherungsstift hinausrutschte. Eine sofortige Suche blieb erfolglos. Dann legten sie die Ringe in ihre Werkzeugkiste und arbeiteten weiter.
Abends zeigten sie die Ringe ihren Frauen; eine erzählte ihrer Ärztin davon. Diese riet, den Fund dem Schweizerischen Landesmuseum in Zürich zu zeigen, wo Prähistoriker Emil Vogt und Konservator René Wyss die Ringe als keltisch identifizierten. In der Zwischenzeit wurde der grosse Felsblock in Erstfeld gesprengt, das Gelände eingeebnet und die Fundstelle dadurch zerstört.
Dadurch, dass die Ringe in einem handbreiten Spalt zwischen dem grossen und dem kleinen Felsen lagen, waren sie vor dem Bergdruck geschützt. Vermutlich waren sie in einen Beutel aus Leder oder Stoff eingeschlagen, von dem jedoch keine Spuren gesichert werden konnten.

## Fundstelle
Die Fundstelle liegt mehrere hundert Meter östlich oberhalb von Erstfeld auf einer Höhe von 647 m ü. M. Sie ist in etwa 20 Minuten problemlos auf einem Wanderweg erreichbar. Der Weg dahin ist beschildert. Auf Schautafeln sind die wichtigsten Informationen festgehalten. Seit ihrer Entdeckung 1962 wurde die Fundstelle durch Bauarbeiten grossflächig verändert. Eine Begehung zeigt demnach nicht die genaue Situation von damals, gibt aber doch einen Eindruck der Lage.

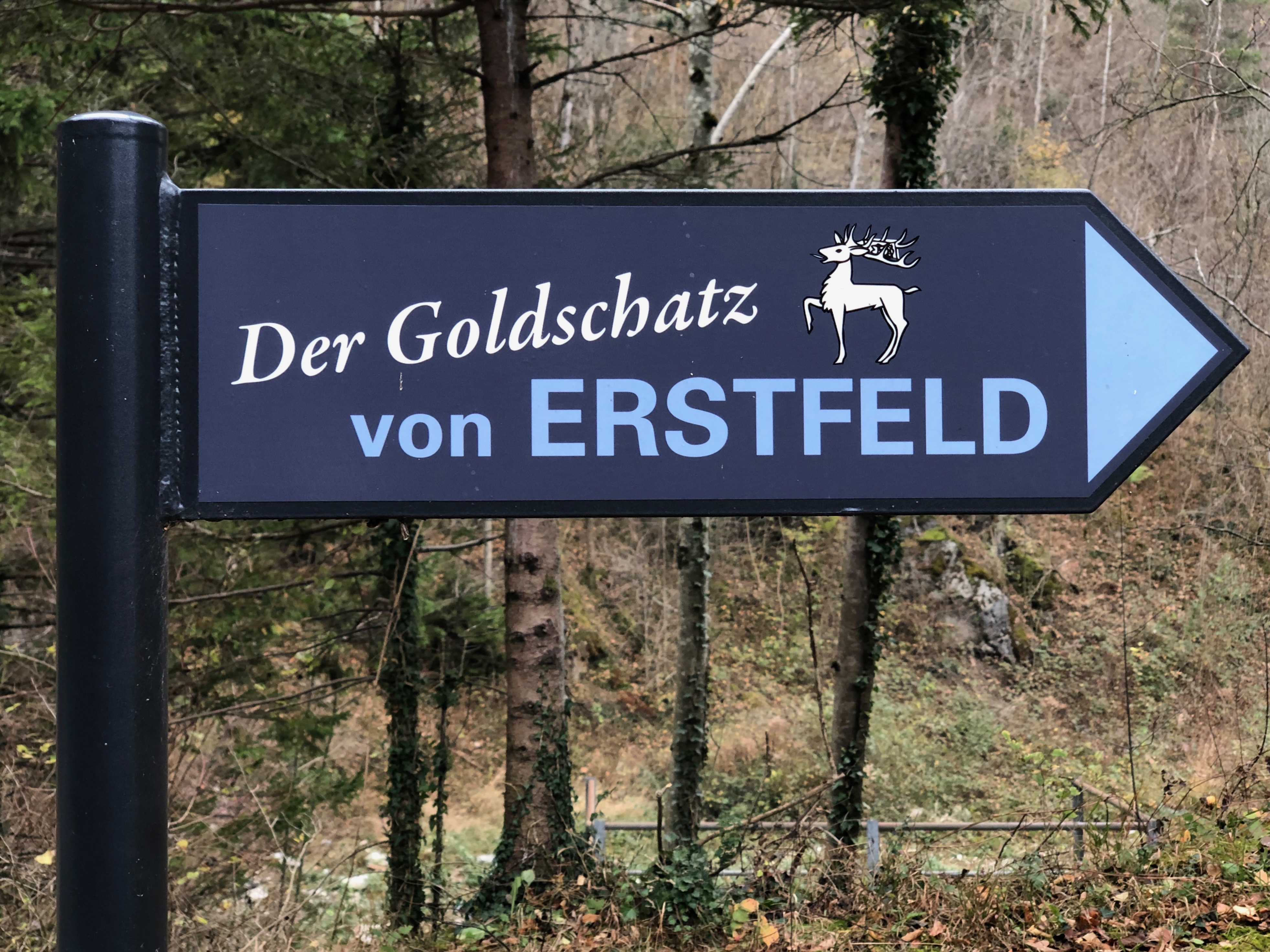
Wegweiser
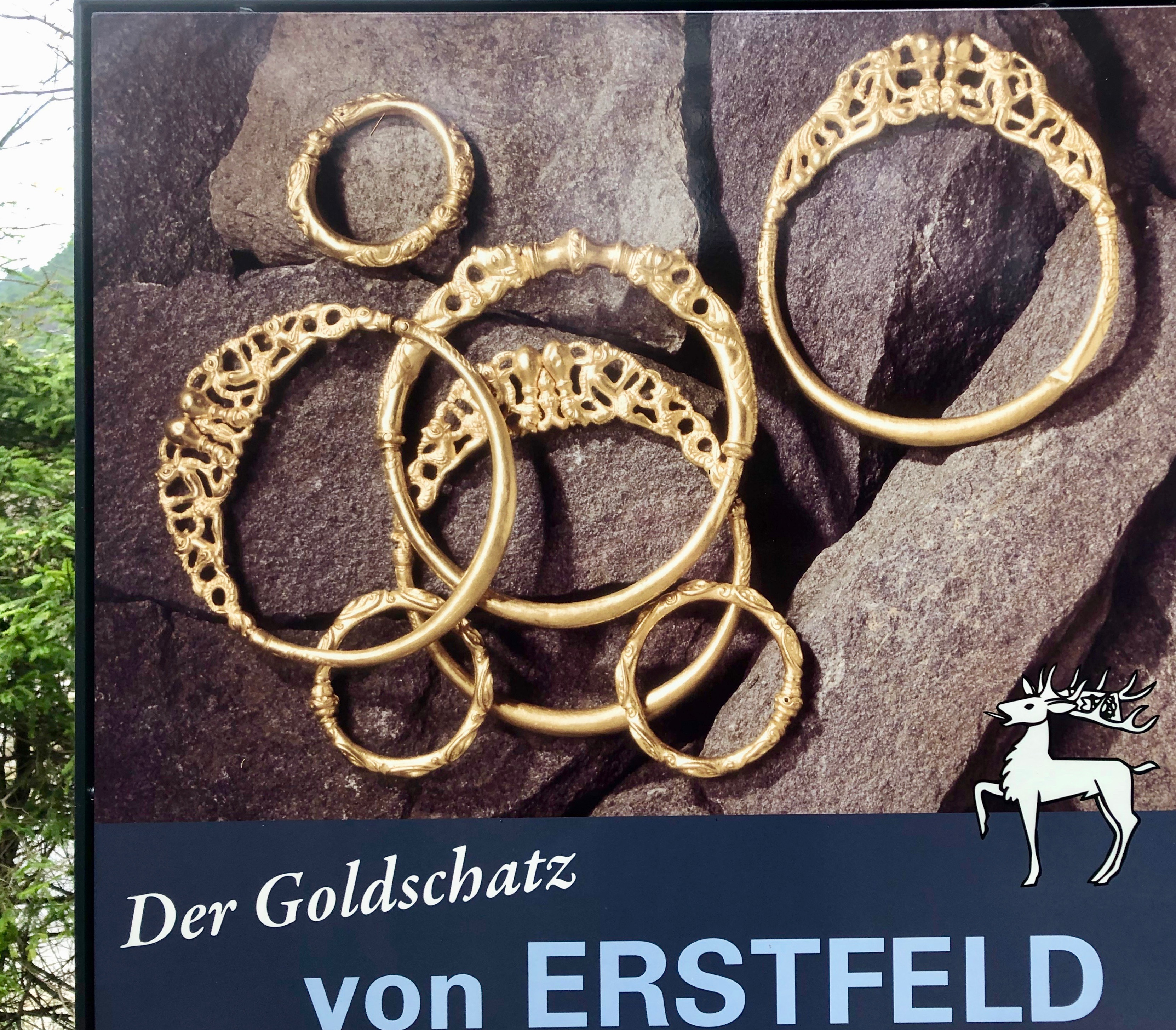
Infotafel…
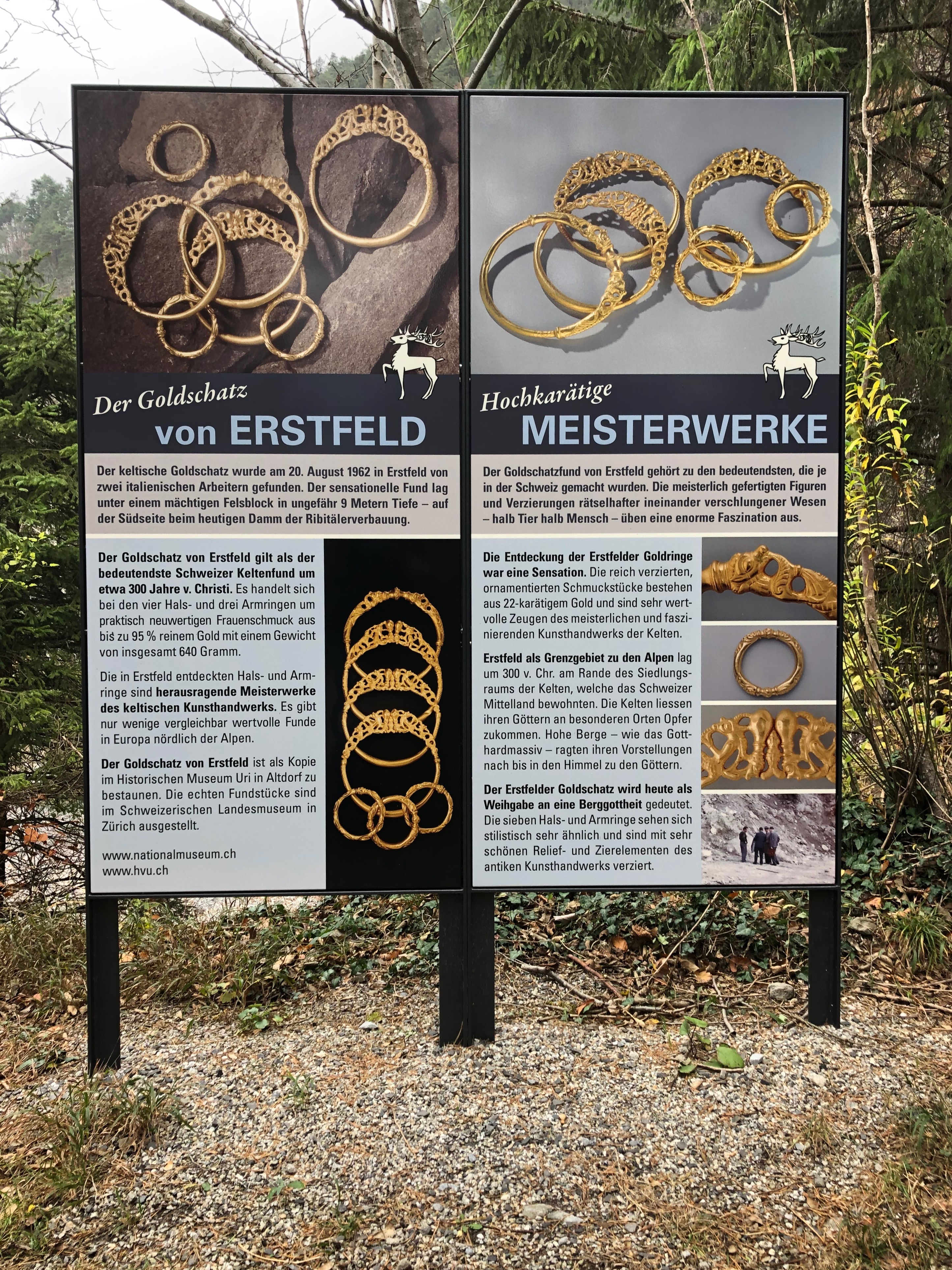
… vor Ort
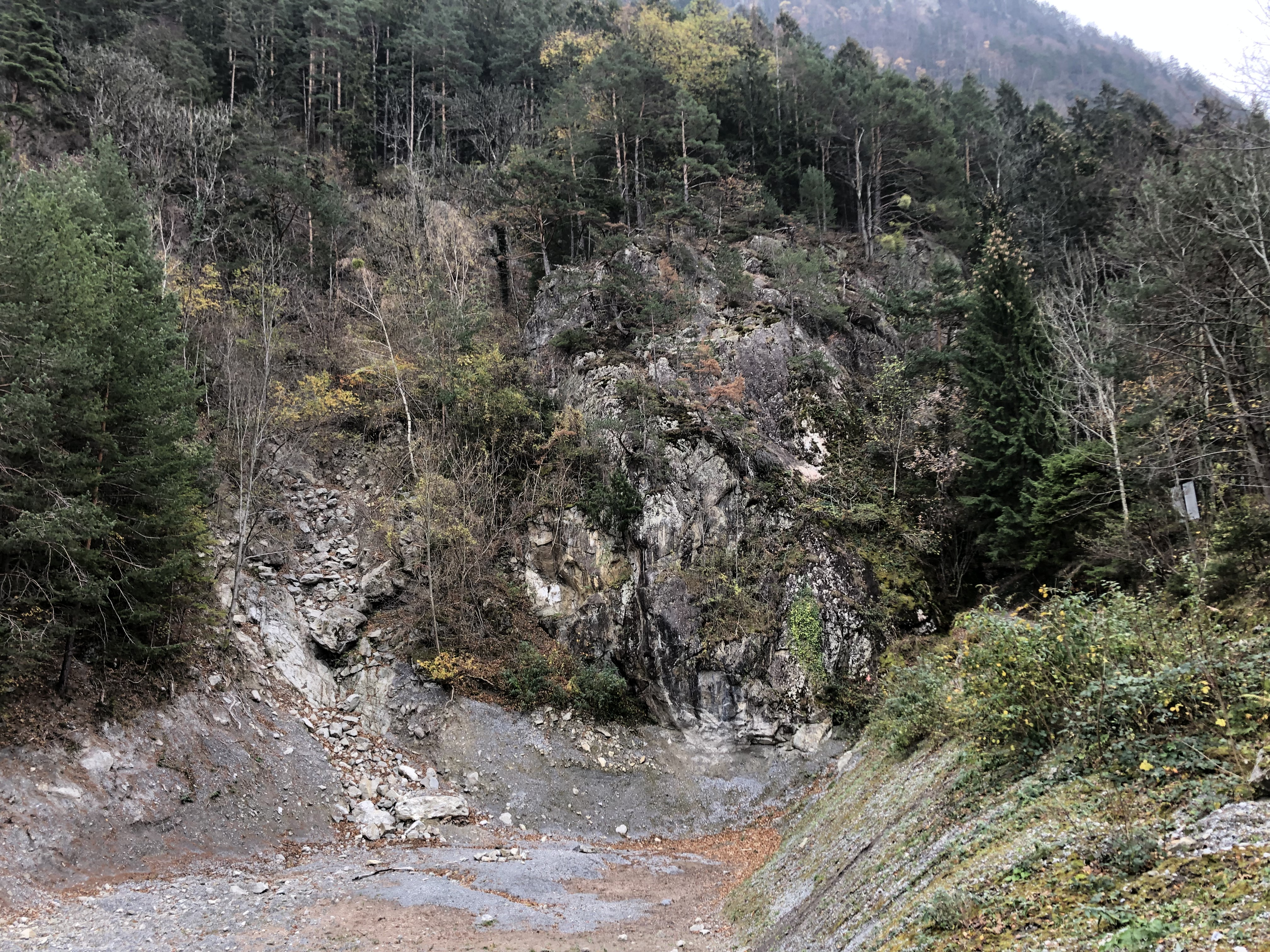
Ungefähre Lage des Fundorts unterhalb der Bildmitte

## Beschreibung
Der Schmuck besteht aus sieben hohlen Ringen. Die vier grossen Halsringe (Torques) und die drei kleineren Armringe bestehen aus verlöteten Schalen aus getriebenem, hochkarätigem Gold mit einem Reinheitsgrad von bis zu 95 %. Sie sind neuwertig und ohne Gebrauchsspuren. Wo die Ringe hergestellt wurden, ist nicht schlüssig nachgewiesen; in Frage kommen das Schweizer Mittelland oder Süddeutschland.

### Halsringe
Die vier Halsringe wiegen je um die 125 Gramm. Dargestellt sind ineinander verschlungene Mischwesen, halb Mensch, halb Tier, zudem Vögel, Schlangen und Pflanzenmotive, darunter auch das Motiv «Herr der Tiere», eine Gottheit, die in der keltischen und der mediterranen Mythologie bekannt ist. Da Vorder- und Rückseite identisch sind, wirken die dargestellten Motive sehr plastisch. Je zwei Hals- und zwei Armringe bilden ein Paar.
Die Halsringe sind mit Verschlüssen versehen. Bei drei Ringen kann der ganze verzierte Mittelteil durch ein Kugelgelenk abgedreht werden. Gegenüber dem Gelenk wird der geöffnete Mittelteil durch einen Zapfen in den glatten Rückteil eingeführt und dort durch einen Sicherungsstift festgehalten. Beim vierten Ring dient ein Ringsegment im Umfang eines Viertelkreises als Öffnung. Durch einen kleinen Stift in der Stirn eines Fabelwesens wird das verzierte Segment in seiner Position festgehalten.

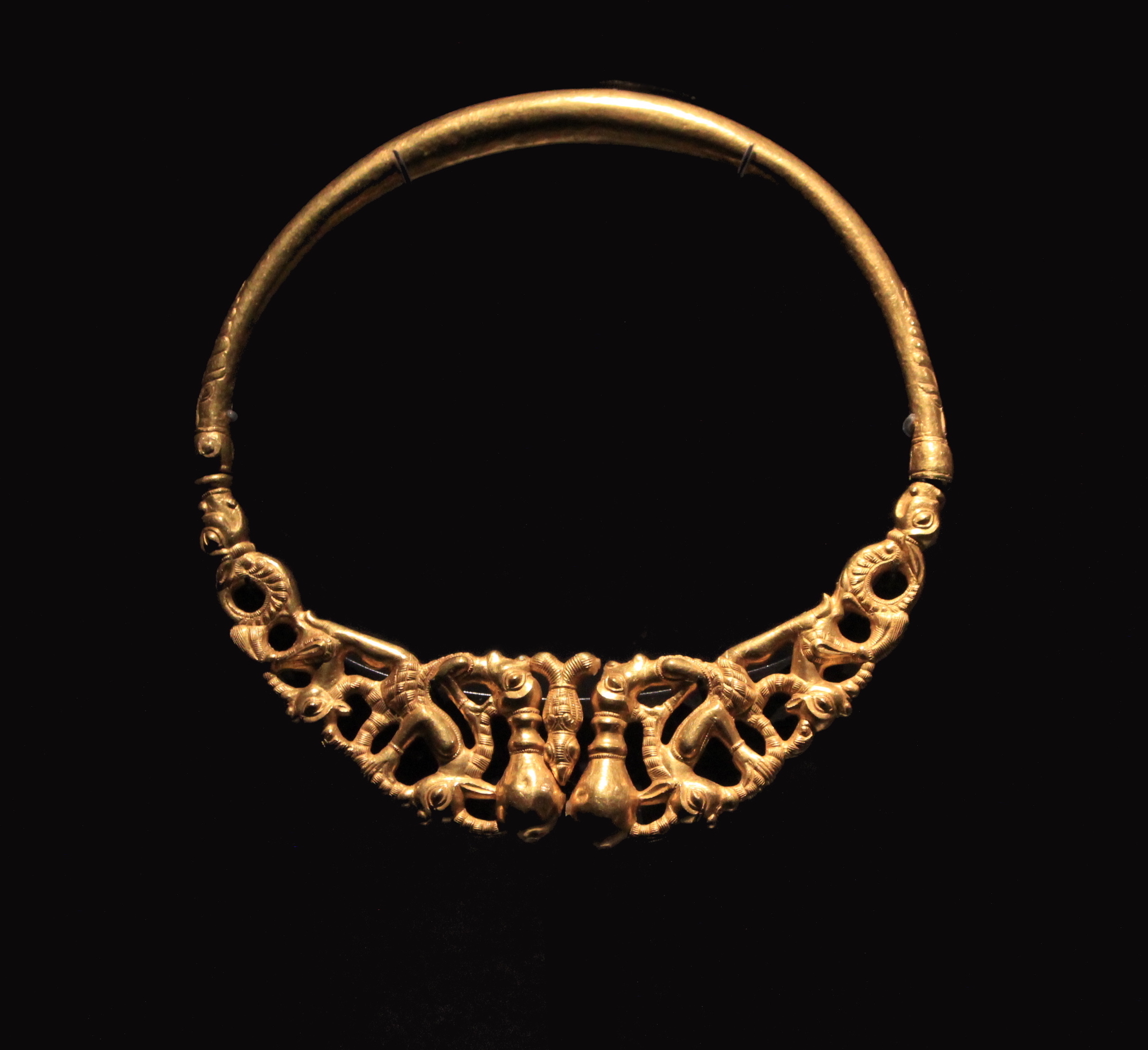
Halsreif
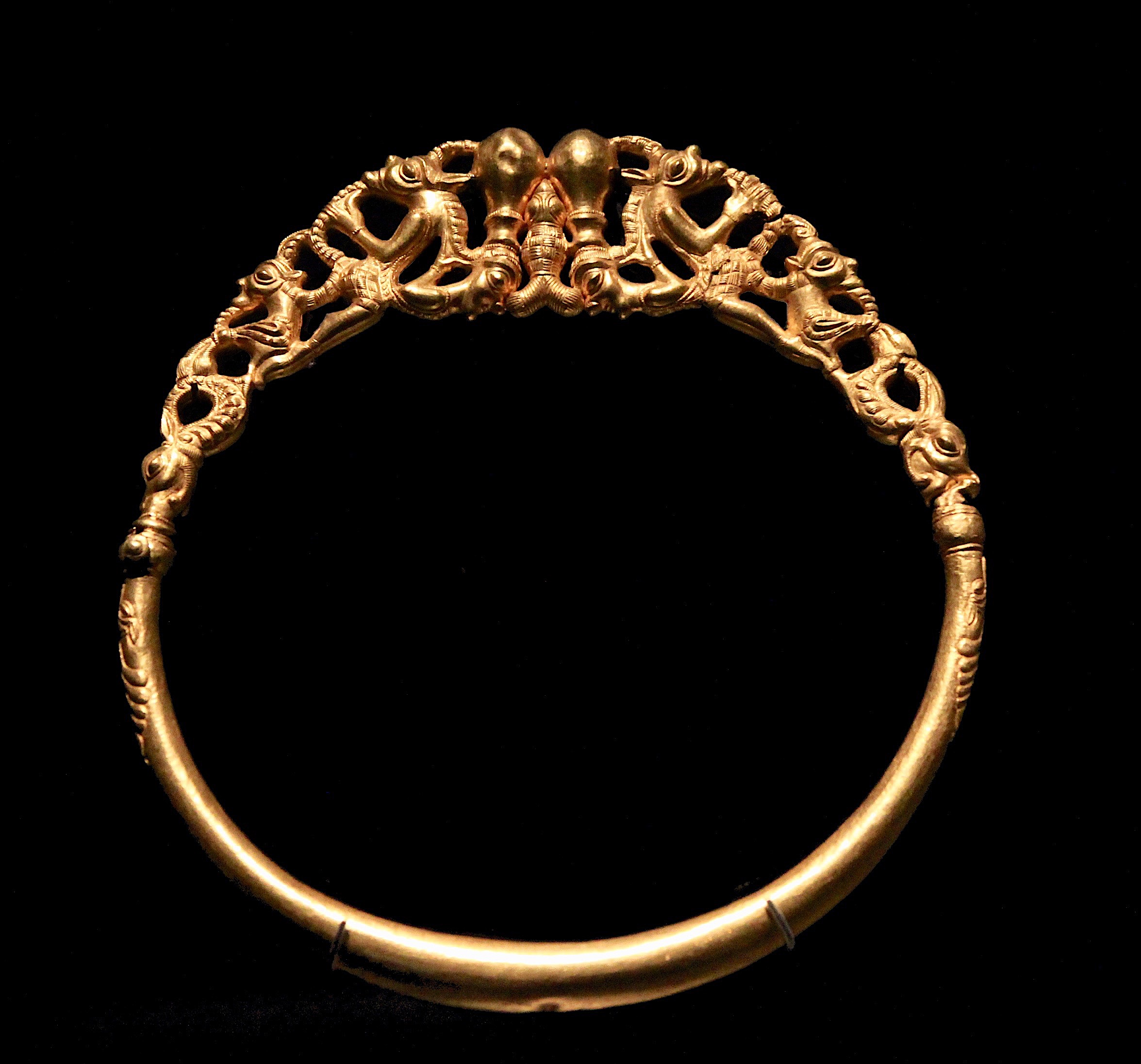
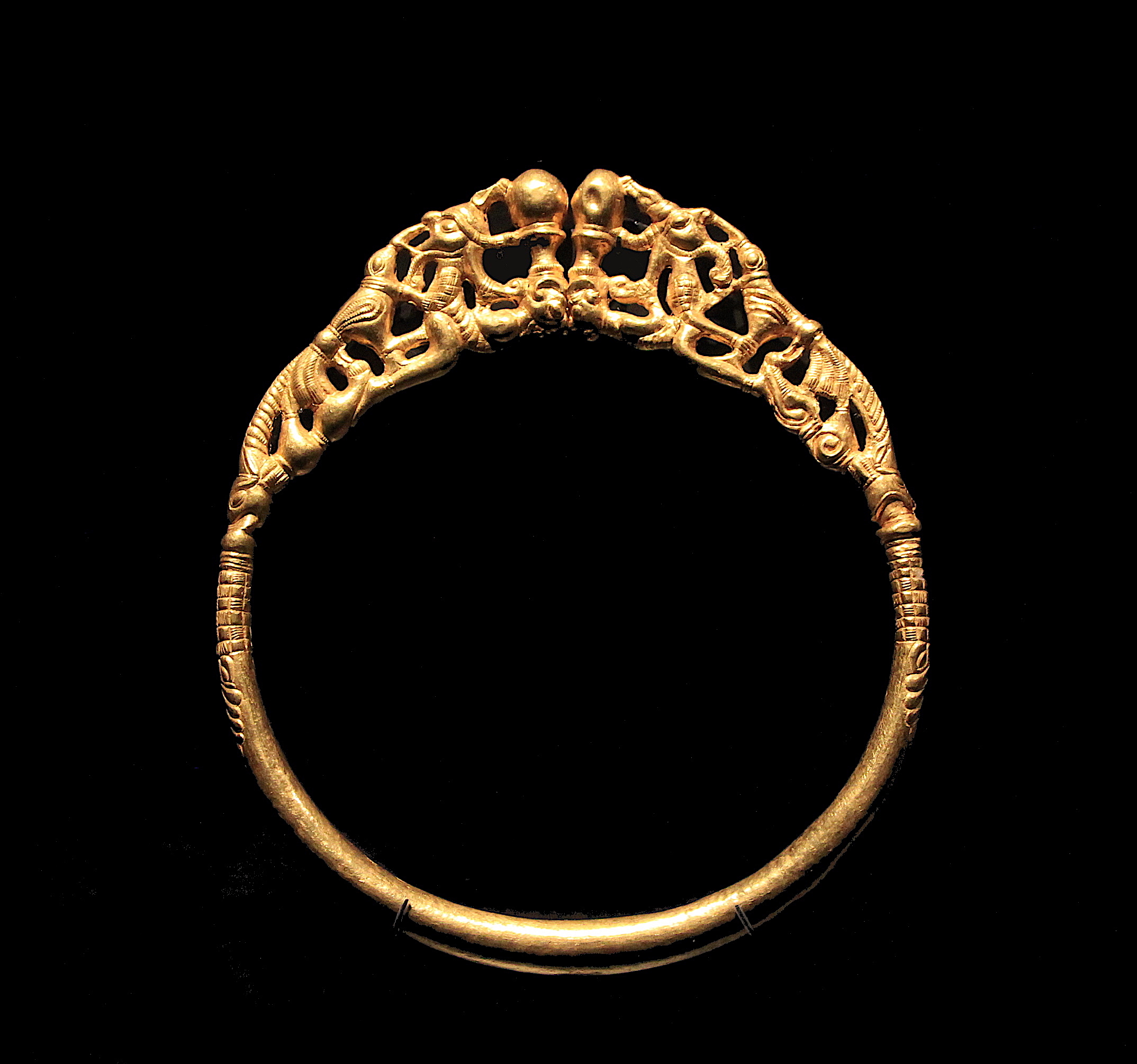
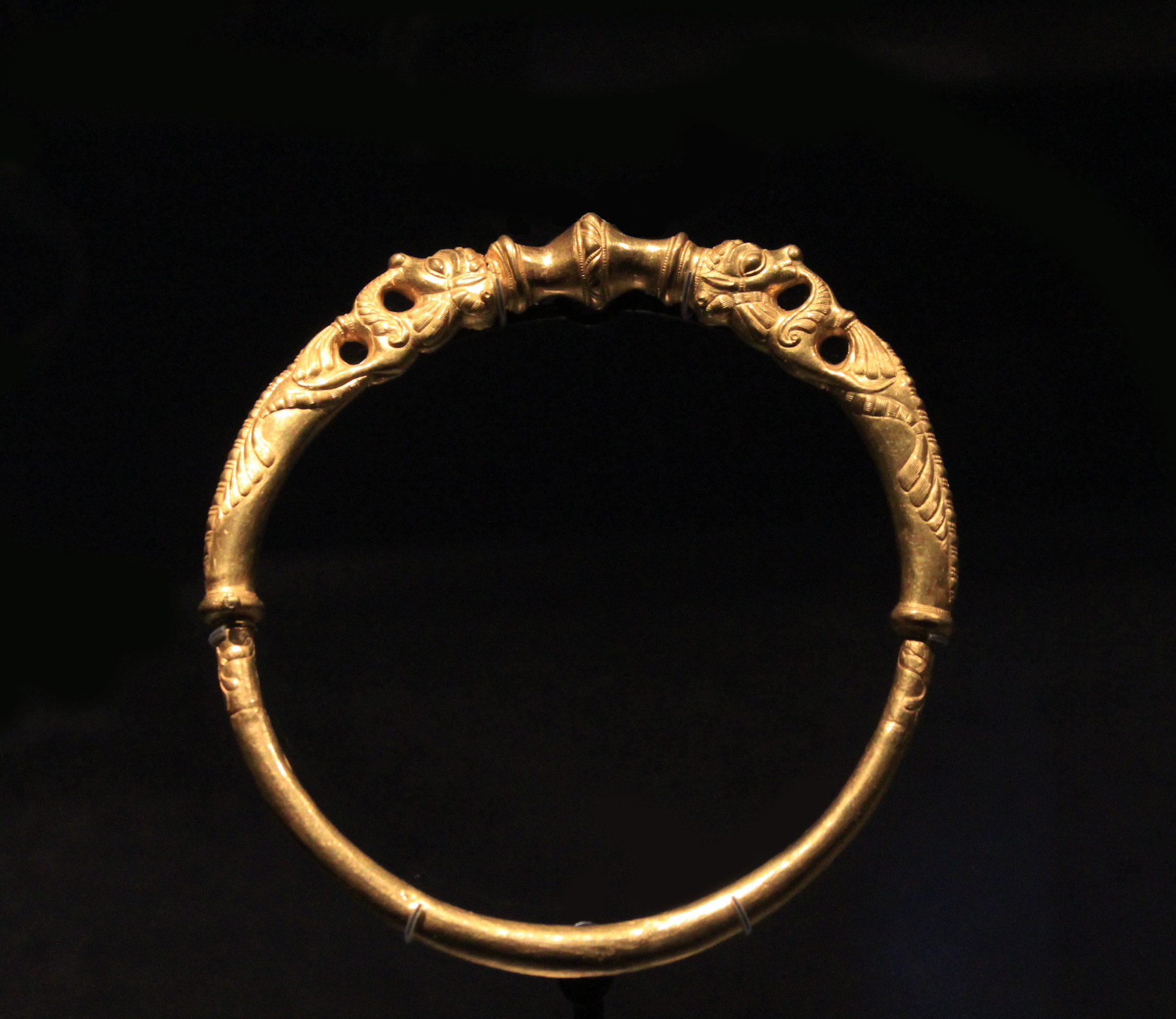

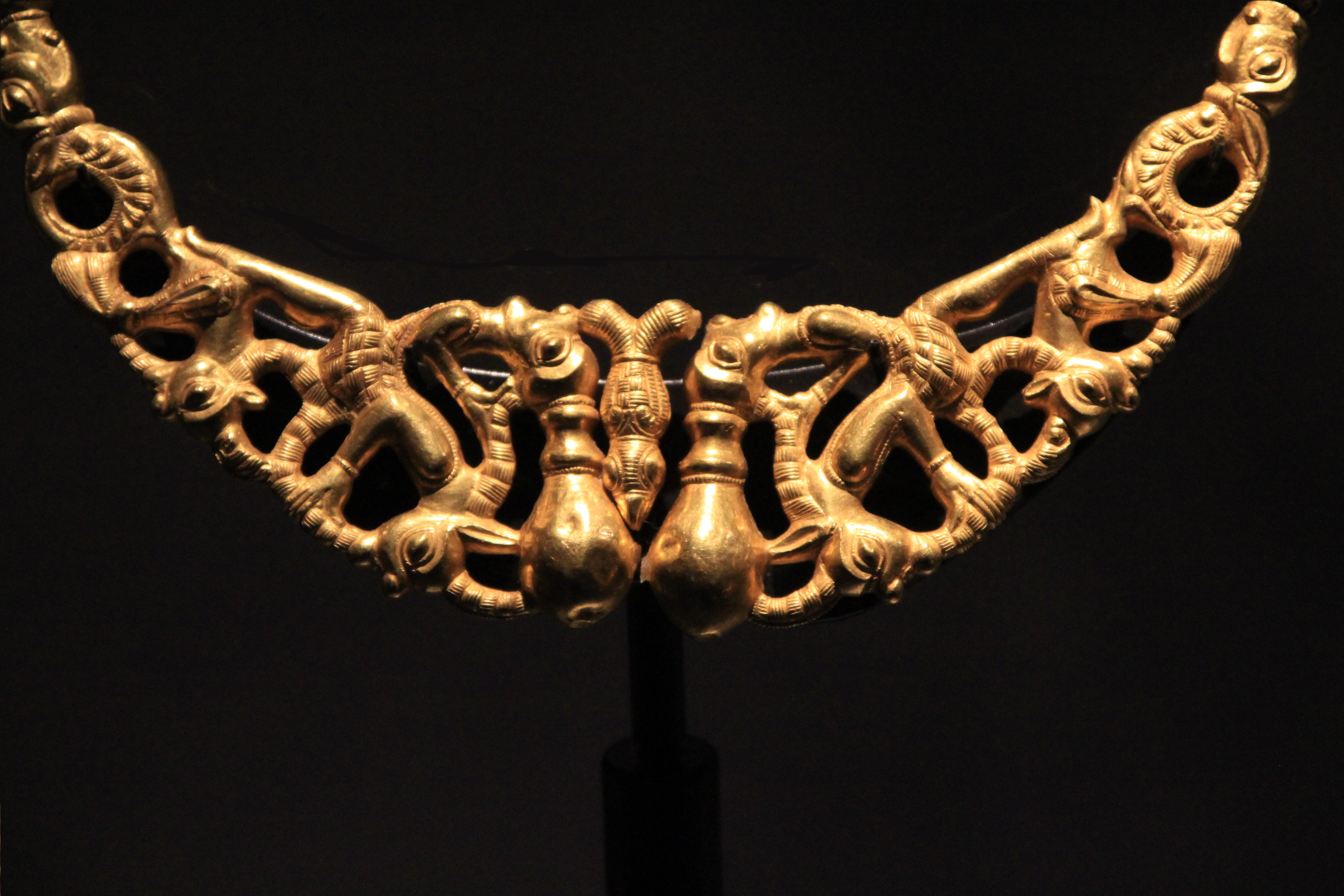
Detail
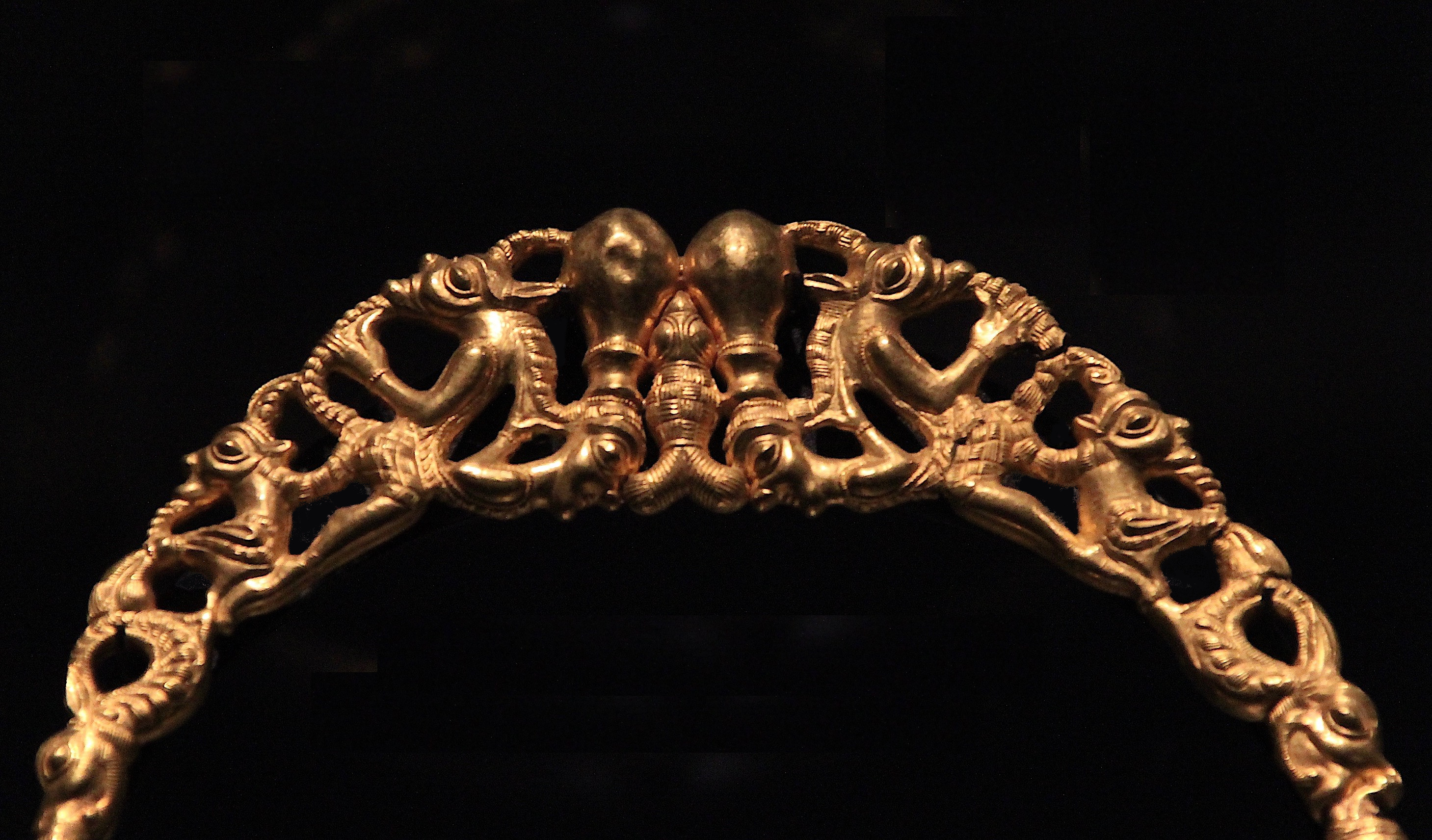
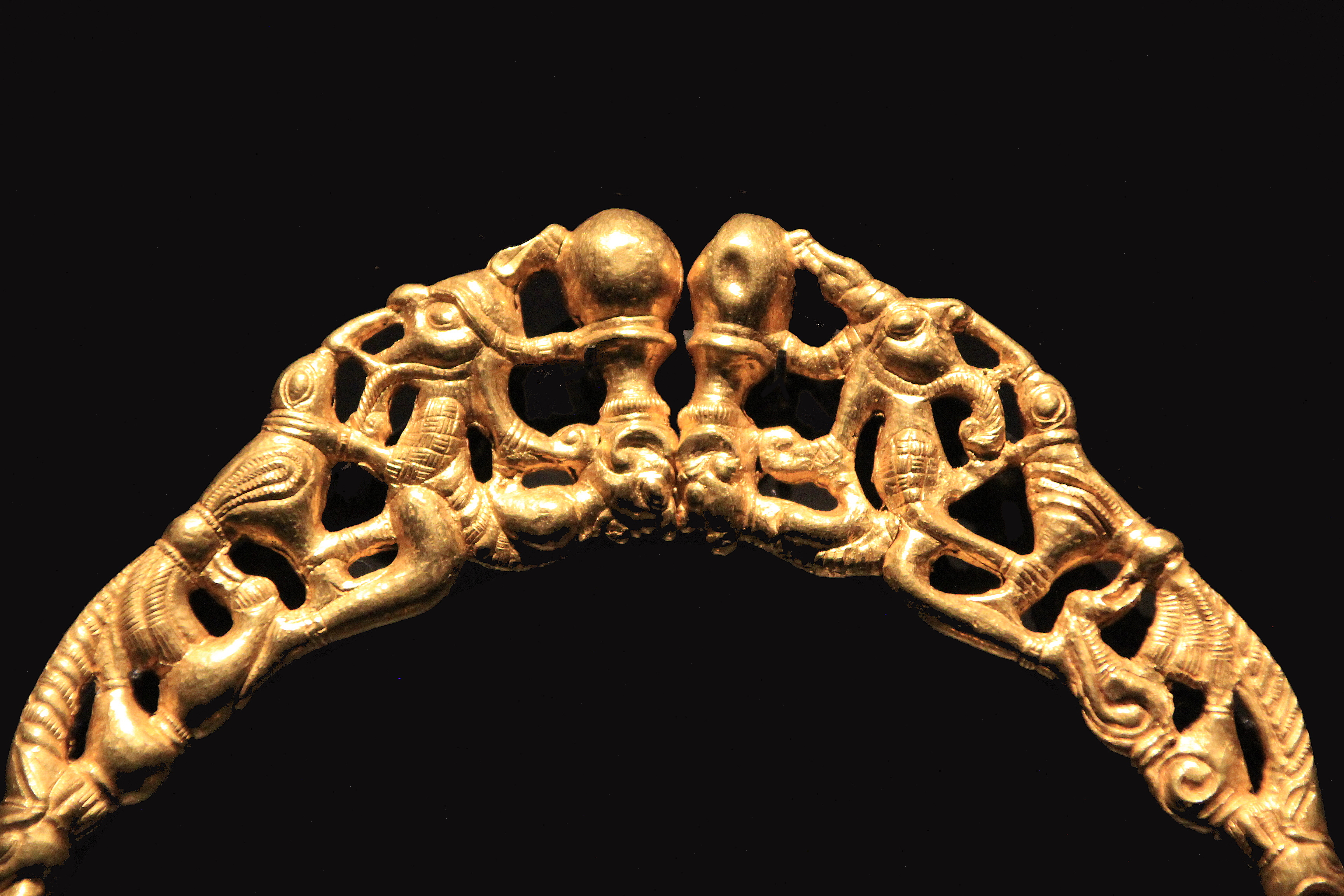
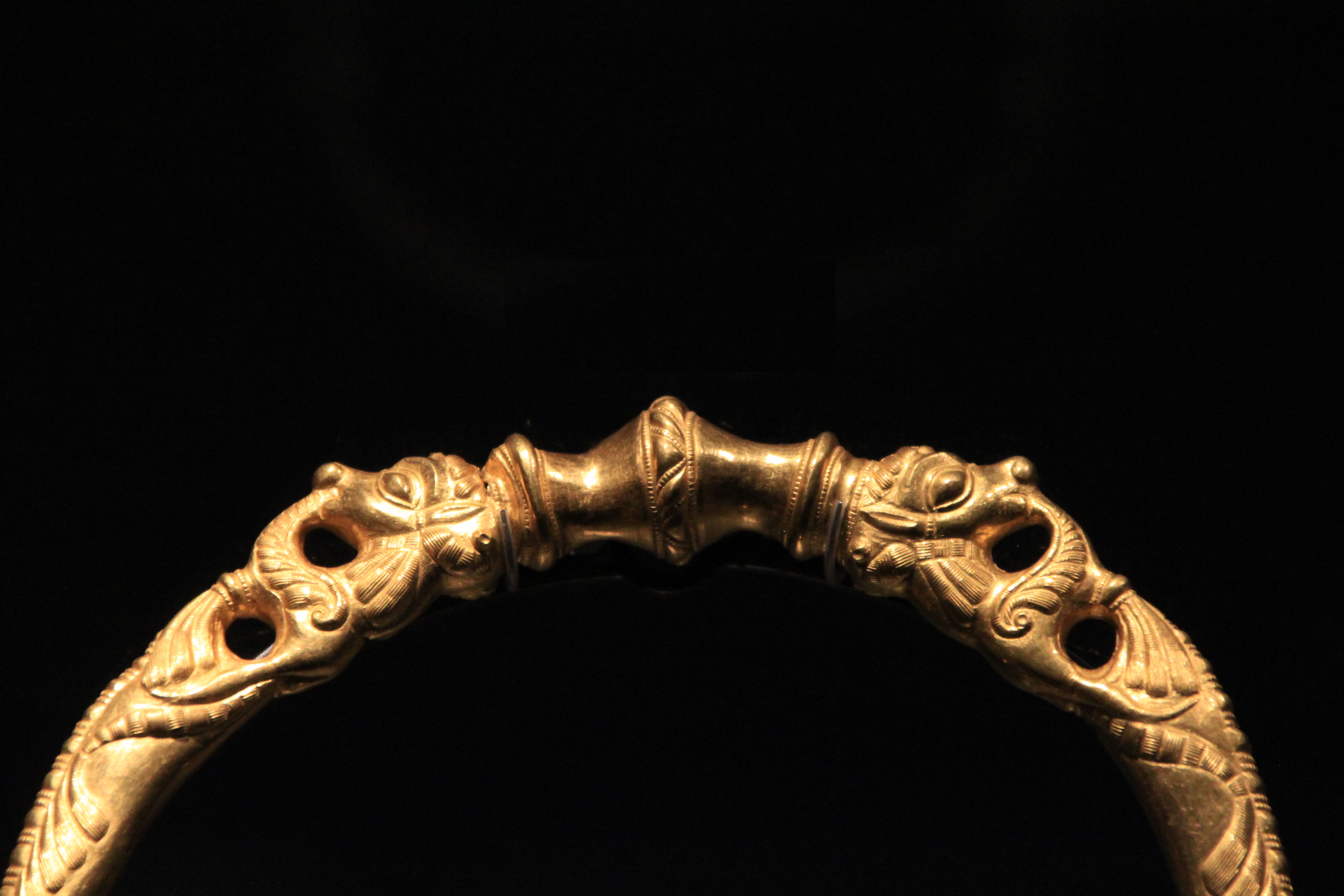

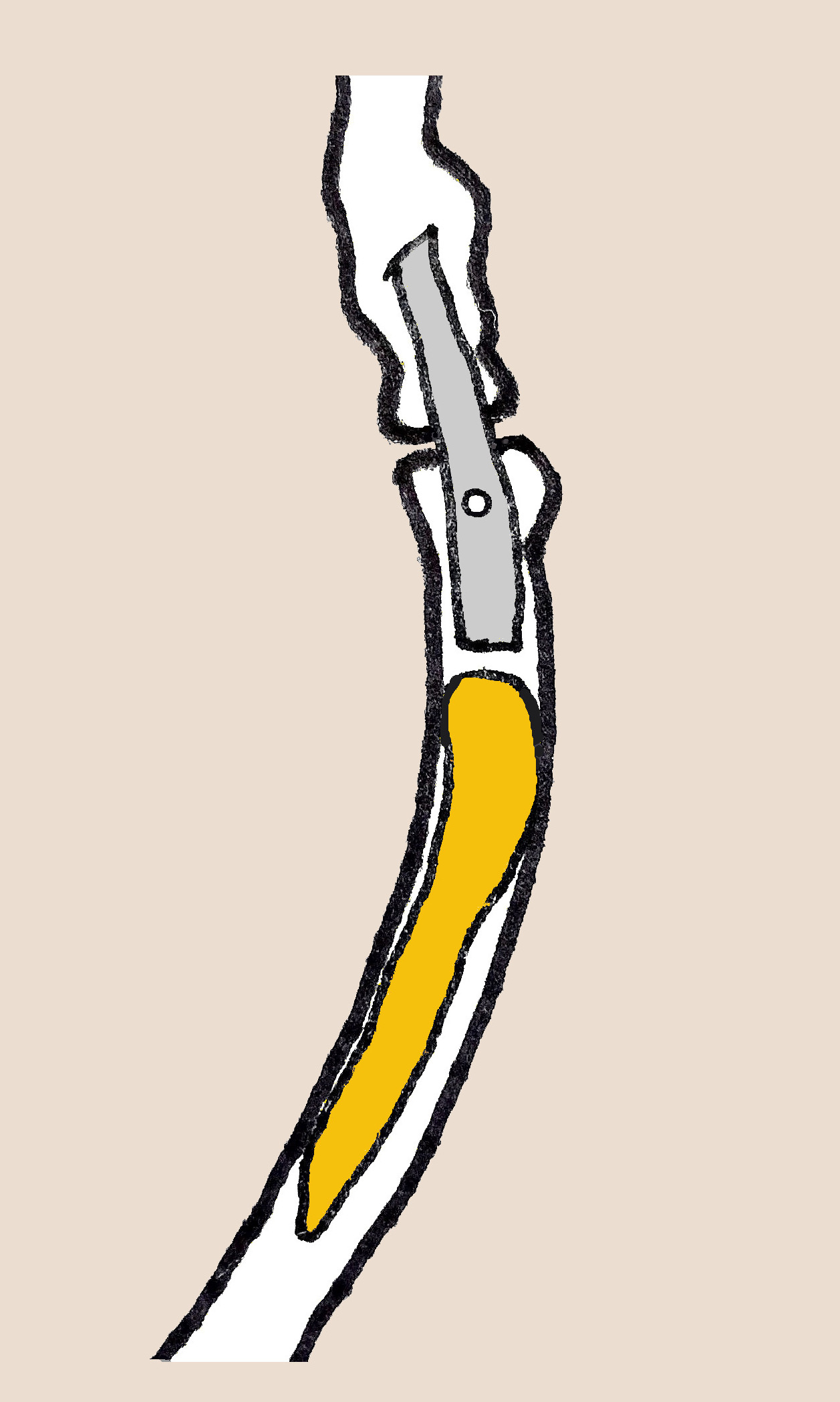
Die Einlage aus gefaltetem Goldblech unterhalb des hellgrauen Gelenks

Im Innern von drei der vier Halsringe fanden sich bei Röntgenuntersuchungen im Jahr 1994 in den Nackenteilen kleine Einlagen aus gefaltetem Goldblech, zwischen 3,3 und 4,4 cm lang. Bei zwei Ringen liegen sie beim Verschluss, beim dritten gegenüber dem Verschluss beim Gelenk. Goldene Einlagen in Form von kleinen Blechstücken, Barren oder Münzen finden sich auch in anderen Funden in der Mittel- und Spätlatènezeit wie zum Beispiel in Civray-de-Touraine und Snettisham. Im obersten Drittel sind sie als Röhrchen geformt, unten haben sie einen V-förmigen Querschnitt. Zur Verstärkung dürften sie nicht gedient haben, da sie die Innenseite der Ringe nur zuoberst berühren; weiter unten «schweben» sie frei im Innern. Die metallurgische Zusammensetzung dieser Barren unterscheidet sich von demjenigen der Ringe; ihr Goldgehalt ist geringer, der Silbergehalt höher.
Früher wurden diese Einschiebungen als «überflüssiges Gold» bezeichnet Heute nimmt man an, dass durch Hinzufügung von Edelmetall der Wert der Weihegabe an die Götter erhöht werden sollte.

### Armringe
Jeder Armreif wiegt knappe 50 Gramm. Zwei der drei Armringe bilden ein Paar, sie unterschieden sich nur in Details voneinander. Auffallend ist hier das Motiv des Laufenden Hundes, ein Motiv, das auf das klassische antike Kunsthandwerk zurückgeht. Der dritte Ring passt stilistisch zum vierten Halsreif.

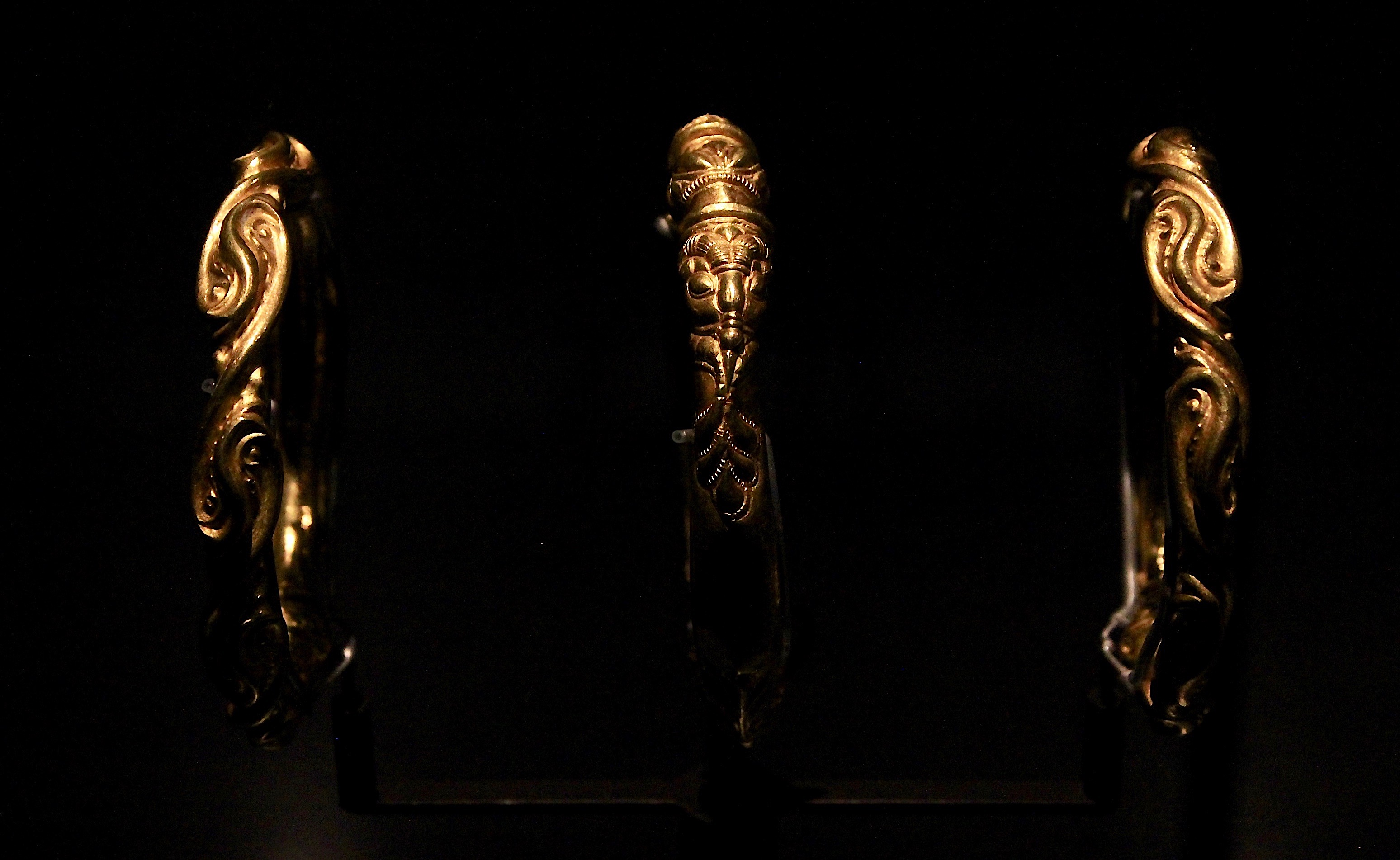
Die Armringe; in den äusseren Ringen oben erkennbar das Motiv des …
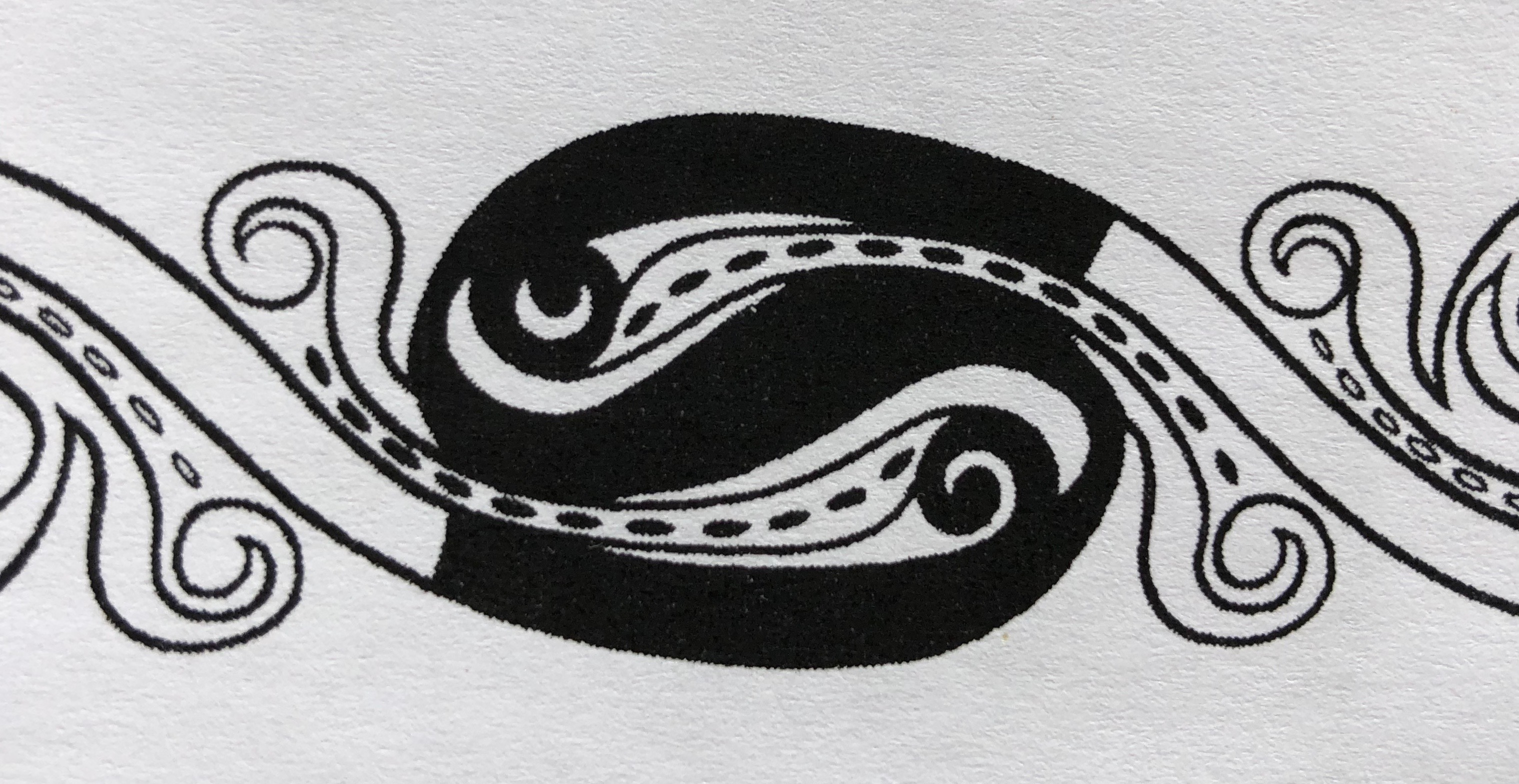
… Laufenden Hundes

## Bedeutung
Über den Grund, warum die Ringe vergraben worden sind, kann nur spekuliert werden. Nahm man zu Beginn an, ein Händler habe den Schmuck in einer gefährlichen Situation vergraben und sei später nicht mehr dazu gekommen, ihn zu holen, neigt man seit den 1980er Jahren dazu, ihn als Weihegabe an eine Gottheit zu deuten, verbunden mit der Bitte um eine sichere Überquerung der Alpen. Neben Waffen wurden in der Zeit der Kelten oft auch Torques als Opfergabe verwendet.
Erstfeld lag um 300 v. Chr. im Grenzgebiet zwischen dem damaligen Siedlungsgebiet der Kelten im Mittelland und dem unwirtlichen Alpenraum mit der von übernatürlichen Kräften belebten Bergwelt mit dem Gotthardmassiv. Dieses galt als die höchste Erhebung der Alpen und kam daher als Sitz von Göttern in Frage. Da die Reuss damals vom Urnersee her bis Erstfeld mit Schiffen befahren werden konnte, lag die Talenge von Erstfeld dort, wo der Wasserweg endete und die Route zum Gotthard begann – ein Grund, hier den Gottheiten wertvolle Weihegaben zu hinterlassen.
Dazu beigetragen haben mag der mächtige Felsblock, bei dem die Ringe gefunden wurden. Er könnte damals als von weitem erkennbare Landmarke, in seiner Masse vergleichbar mit dem Teufelsstein in Göschenen, auch eine Rolle gespielt haben.

## Präsentation

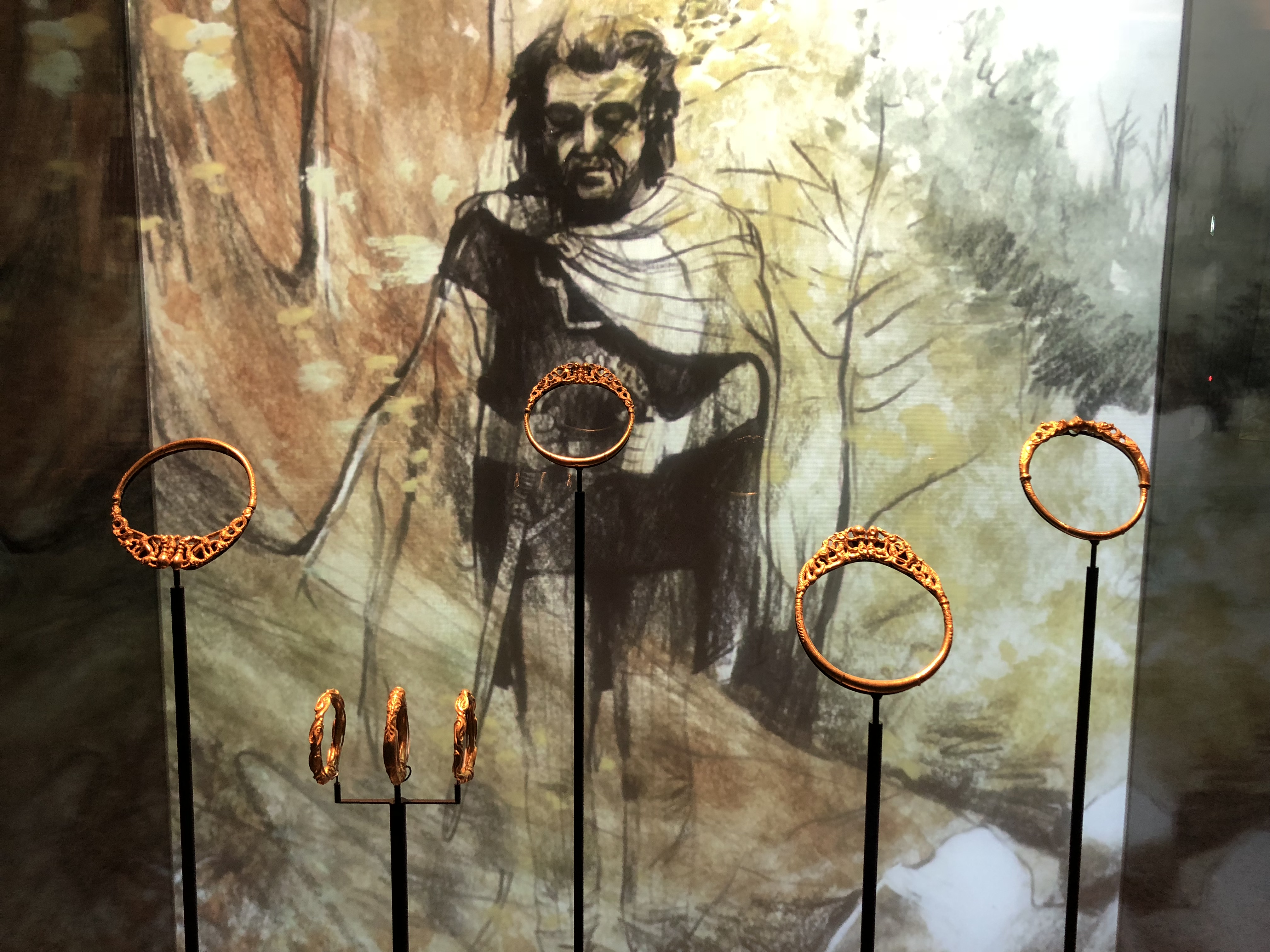
Präsentation der Ringe

Die Ringe sind in der Dauerausstellung Archäologie Schweiz im Landesmuseum Zürich ausgestellt, gleich neben der Goldschale von Altstetten. Auf eine Art transparenter Folie auf der Rückseite der Vitrine werden auf Knopfdruck mehrere gezeichnete Szenen projektiert, die zeigen, wie ein Kelte die Ringe in das Versteck zwischen den Steinen legt. Die Figuren in den Ringen – Schlangen, Vögel, Pflanzen und Fabelwesen – werden durch animierte Zeichnungen aus dem Ring herausgelöst und in Bewegung einzeln dargestellt. Das Historische Museum Uri in Altdorf zeigt Kopien der Ringe.

## Kritik
Der Schweizer Chronologiekritiker Christoph Pfister hält den Goldschmuck von Erstfeld für eine Fälschung, für die die Leitung des Schweizerischen Landesmuseums verantwortlich sein soll. Das Gold sei zwar echt, die Ringe seien aber in neuester Zeit kurz vor der Entdeckung gegossen worden. Neben der Tatsache, dass drei Männer bei der Besichtigung des Fundortes unpassendes Schuhwerk und Aktentaschen trugen, erscheint ihm verdächtig, dass die Ringe nach mehr als zwei Jahrtausenden in der Erde unversehrt geblieben sein sollen.